# Žibrid
Žibrid (867 m n.p.m.) – najwyższy szczyt w grupie górskiej Sulowskich Skał na Słowacji.

## Położenie i ukształtowanie
Žibrid znajduje się we wschodnim łuku grzbietu Sulowskich Skał, otaczającego Kotlinę Sulowską, 800 m na południe od przełęczy Patúch. Wznosi się ok. 1,5 km na południowy wschód od ostatnich zabudowań Hradnej.
Žibrid ma kształt kopy o stromych stokach i ostrym wierzchołku, który tworzy grupa wysokich turni skalnych. Jego zachodnie zbocza opadają ku Kotlinie Sulowskiej, natomiast wschodnie przechodzą w wyraźny grzbiet, który skręcając ku północnemu wschodowi łączy się z południowym pasmem Skałek.

## Turystyka
Žibrid jest dostępny zielonym szlakiem turystycznym, biegnącym z przełęczy Patúch grzbietem na szczyt, a następnie schodzącym na południowy wschód do Rajca. Jest często odwiedzany z uwagi na doskonałą panoramę, roztaczającą się z jego skalistego wierzchołka. W kierunku północno-wschodnim widoczne są m.in. ruiny zamku Lietava, w kierunku południowo-zachodnim Veľká lúka, a w kierunku południowym Kľak – oba szczyty w tzw. Luczańskiej Małej Fatrze, w kierunku zachodnim charakterystyczny Veľký Manín, a w kierunku północno-zachodnim grzbiety Jaworników.

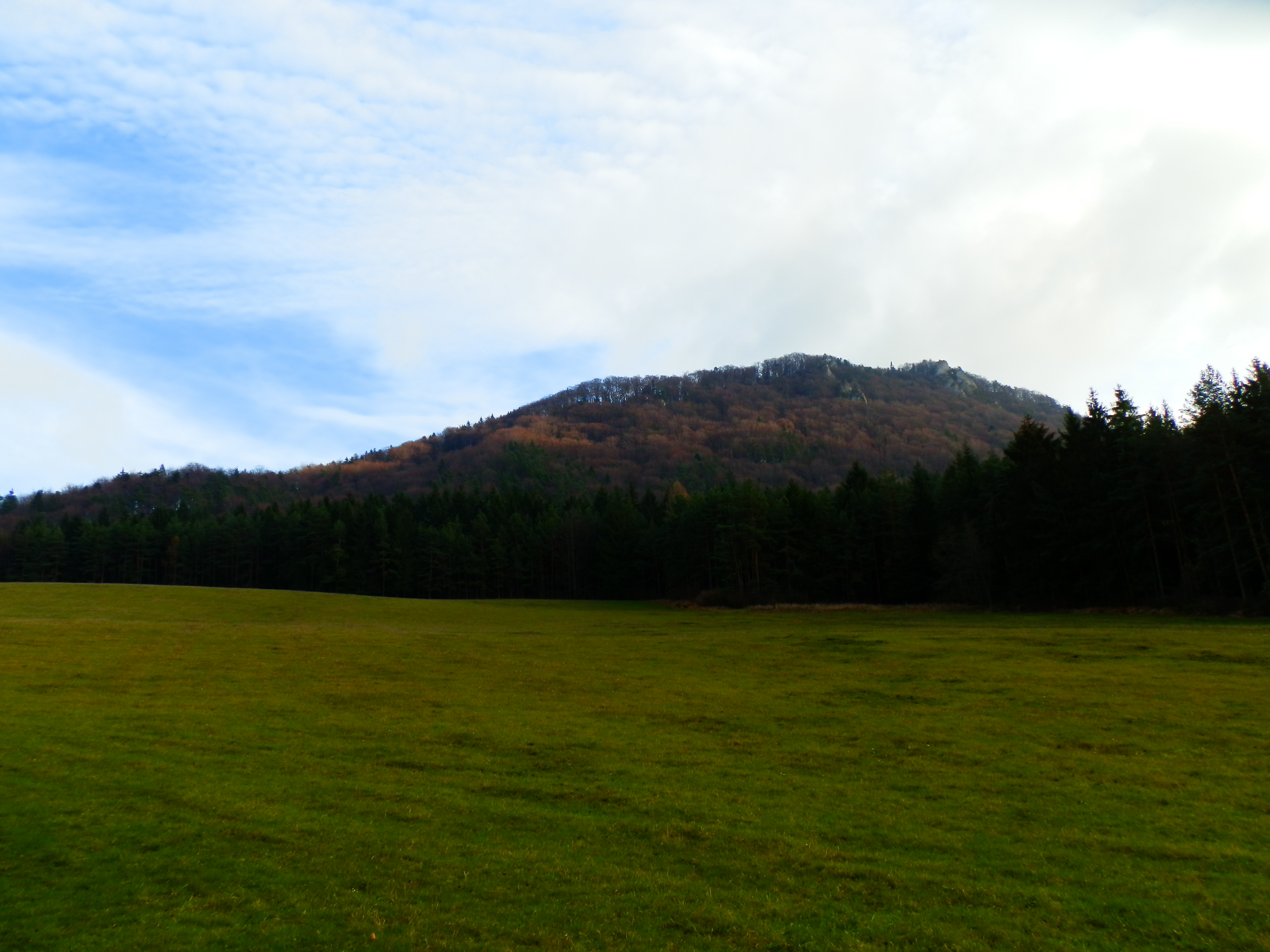
Žibrid (867 m)